# 9260 Едвардолсон
9260 Едвардолсон (9260 Edwardolson) — астероїд головного поясу, відкритий 8 жовтня 1953 року.
Тіссеранів параметр щодо Юпітера — 3,558.